# سرزمین قبل از تاریخ ۱۴: سفر شجاعان
سرزمین قبل از تاریخ ۱۴: سفر شجاعان (انگلیسی: The Land Before Time XIV: Journey of the Brave) یک فیلم انیمیشن سینمایی آمریکایی محصول سال ۲۰۱۶ و چهاردهمین فیلم در مجموعه فیلم‌های (سرزمین قبل از تاریخ) است. این فیلم به کارگردانی دیویس دوئی و توسط کلیف روبی و الانا لستر نوشته شده است.

## داستان
“پاکوچک”، پس از اینکه پدرش از یک سفر مهم باز نمی‌گردد تصمیم می‌گیرد بهمراه دوستانش به دنبال او برود…    